# Élection du chef de l'exécutif de Hong Kong de 2017
L'élection du chef de l'exécutif de Hong Kong de 2017 se déroule le dimanche 26 mars 2017.

## Système politique et mode de scrutin
Hong Kong est une région administrative spéciale de Chine. Le Chef de l'exécutif de Hong Kong est élu de manière indirecte par un collège électoral de 1 194 membres représentatifs de groupes d'intérêts, en grande partie acquis à la Chine. La déclaration commune sino-britannique sur la question de Hong Kong stipule seulement que le chef de l'exécutif doit être nommé sur la base des résultats des consultations ou élections locales.

## Contexte
En automne 2014, des manifestations massives du camp dit démocrate de la population connues sous le terme de révolution des parapluies exigent en vain de Pékin l'instauration d'un suffrage universel « véritable », c'est-à-dire sans parrainage des membres du comité de nomination, pour l'élection du chef du gouvernement. Seuls un quart des électeurs du collège électoral sont issus du camp démocrate.
Carrie Lam est considérée comme étant la favorite du gouvernement chinois. Élue, elle devient la première femme à exercer cette fonction.

## Résultats
| Candidats                              | Candidats              | Partis                 | Votes | %     |
| -------------------------------------- | ---------------------- | ---------------------- | ----- | ----- |
|                                        | Carrie Lam             | Indépendante           | 777   | 66,81 |
|                                        | John Tsang             | Indépendant            | 365   | 31,38 |
|                                        | Woo Kwok-hing          | Indépendant            | 21    | 1,81  |
| Votes blancs et nuls                   | Votes blancs et nuls   | Votes blancs et nuls   | 23    | –     |
| Total                                  | Total                  | Total                  | 1 186 | 100   |
| Inscrits/participation                 | Inscrits/participation | Inscrits/participation | 1 194 | 99,33 |
| Source : Résultats (en), Participation |                        |                        |       |       |